# Sericopelma dota
Espèce
Sericopelma dota est une espèce d'araignées mygalomorphes de la famille des Theraphosidae.

## Distribution
Cette espèce est endémique du Costa Rica.

## Publication originale
- Valerio, 1980 : Arañas terafosidas de Costa Rica (Araneae, Theraphosidae). I. Sericopelma y Brachypelma. Brenesia, vol. 18, p. 259-288.